# Андреј Волни
Андреј (Андрија) Волни (слч. Andrej Rafael Volný,  , Банска Штјавњица (данашња Словачка), 10. децембар 1759 — Мужјево крај Берегова (данашња Украјина), 17. октобар 1827) био је словачки ботаничар, минералог, професор и директор Карловачке гимназије.

## Биографија
Отац му је био рударски надзорник. Рано је остао без оца, а када је имао 18 година умире му и мајка. Гимназију је завршио у родном граду, а потом одлази на студије у Пожун, где студира медицину, а касније природне науке и педагогију. Тамо се придружио пијаристичком реду, чији је припадник био девет година. Године 1786. одлази у Пешту где студира филозофију.
У Пешти је остао до 1791. године када на позив митрополита Стефана Стратимировића одлази у Сремске Карловце и постаје професор у Карловачкој гимназији. Године 1798. постаје други по реду директор Карловачке гимназије, и на тој функцији остаје све до 1816. године. Увео је промене у наставни план и програм, које су подразумевале повећање броја часова природних наука и увођење метода очигледне наставе. Тзв. „Волнијев план” био је на снази од 1798. до 1825. године.
Како би обезбедио егзистенцију својој бројној породици напушта Сремске Карловце и одлази у место Мужјево (мађ. Nagymuzsaly) крај Берегова, данас у Украјини, где постаје управник фабрике стипсе. Последњих година живота два пута је доживео мождани удар и тешко се кретао. Преминуо је 17. октобра 1827. у Мужјеву.
За почасног члана Научног минералошког друштва у Јени изабран је 1800. године, а почасни члан Ботаничког друштва у Регензбургу постао је 1803. године.
Био је ожењен Харитом Саборски, ћерком надзорника свиларе у Иригу, са којом је имао осам ћерки и једног сина.
У Сремским Карловцима на њега подсећа између осталог улица Андреја Волног у крају Калварија.

### Хербаријум
Од биљака које је сакупио из околине Сремских Карловаца Волни је направио хербаријум који се сматра изузетно вредним доприносом ботаници и представља заштићен споменик природе. Хербаријум је имао три свеске, а свака свеска (центурија) је садржала сто биљака. За биљке је навео следеће податке: латинско име, а уколико му је било познато и немачко, мађарско, словачко и српско, време цветања и локалитет. Биљке је средио по Линеовом систему. Такође је писао и о економском значају биљке и њеној примени у медицини.
Прва центурија (Flora Sirmiensis seu Plantarum in Sirmio sponte nascentium) је завршена 1797. године и Волни ју је поклонио митрополиту Стратимировићу. Назив друге центурије није познат, и њу су потпуно уништили мољци за време Другог светског рата. Трећа центурија (Index systematicus plantarum Florae Sirmiensis) је завршена 1801. године. Прва и трећа центурија под називом Flora Sirmiensis seu Plantarum in Sirmio sponte nascentiu. Anno 1797-1801. Centuria I-III се и данас чувају у Карловачкој гимназији.
Од сакупљених биљака, Волни је један део понео са собом у Украјину, а након његове смрти су продате Мађарском Природњачком музеју у Будимпешти, где се и данас налазе две центурије: Notata botanica ad Floram Hungariae et Sirmii spectantia и Specimen Florae Carloviciensis у оквиру посебне колекције Herbarium Wolnyanum.
У његову част једна биљна врста носи његово име: Potentilla wolnyi. Ботаничко друштво у Новом Саду је такође названо по њему.

### Минералогија
Осим ботаником, Волни се бавио и сакупљањем минерала. За две године од доласка у Карловачку гимназију саставио је минералошку збирку од 800 комада минерала и камења. Ова колекција, нажалост, није сачувана. Једина публикација коју је објавио - Historiae naturalis elementa (1805) - је из области минералогије и користила се као уџбеник. Минерал волнит је добио име по Волном.